# تروال
تروال هي قرية في إقليم وزان ضمن جهة طنجة تطوان بالشمال المغربي. كان مجموع عدد سكان جماعة تروال 13.046 نسمة.(تعداد السكان الرسمي 2004)